# Henryk ze Spiry

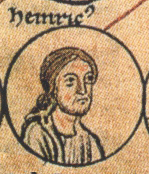

Henryk ze Spiry, niem. Heinrich von Speyer, Heinrich von Worms (zm. 990–1000 r.) – hrabia Wormacji. Współrządził razem z ojcem.
Henryk był najstarszym synem Ottona I Karynckiego. Zmarł przed ojcem i z tego powodu był jedynie hrabią Wormacji. Pochowany w katedrze Wormacji.
Henryk poślubił Adelajdę z Metzu (zm. 19 maja zapewne 1039–1046), siostrę hrabiów Adalberta i Gerharda z rodu Manfrydów, która po jego śmierci poślubiła frankońskiego hrabiego. Została pochowana w kościele klasztornym w Öhringen.
Henryk i Adelajda mieli dwoje dzieci:
- Judyta (zm. zapewne 998 r., na pewno jednak przed 30 kwietnia 1034 r.), pochowana w katedrze w Wormacji
- Konrad II – król niemiecki i cesarz Świętego Cesarstwa Rzymskiego